# 乌州 (贞观)
乌州，中国唐朝时设置的州。
唐太宗貞觀七年（633年）设置乌州。治所在乌城县（今甘肃省夏河县曲奥乡）。贞观十一年（634年）废除乌州，属地併入河州。贞观十二年（638年）以索恭县（今甘肃省临夏县麻尼寺沟乡）、乌城县设置淳州。